# Jaqueira
Jaqueira est une municipalité de l'État du Pernambouc au Brésil.
Sa population était estimée à 12 642 habitants en 2009 et elle s'étend sur 89,10 km2.
Elle appartient à la Microrégion de la forêt méridionale du Pernambouc dans la Mésorégion de la Zone de la forêt du Pernambouc.